# Михлик Василь Ілліч
Ми́хлик Васи́ль Іллі́ч (нар. 29 грудня 1922 — пом. 29 грудня 1996) — радянський військовий льотчик, учасник Німецько-радянської війни, двічі Герой Радянського Союзу (1945).

## Біографія
Народився 29 грудня 1922 року в селі Солдатське (тепер Казанківського району Миколаївської області) в селянській родині. Українець. Дитячі роки провів у місті Кривий Ріг, там же закінчив школу.
До лав РСЧА призваний у 1940 році. У вересні 1941 року закінчив Вольське авіаційне технічне училище.
Учасник бойових дій Радянсько-німецької війни з травня 1943 року. Брав участь в обороні Ленінграда. Особливо відзначився влітку 1944 року на завершальному етапі наступу радянських військ на Карельському перешийку.
До серпня 1944 року здійснив 105 бойових вильотів на штурмовку, знищив багато ворожих укріплень, живої сили і техніки ворога. Указом Президії Верховної Ради СРСР від 23 лютого 1945 року штурману 566-го штурмового авіаційного полку 277-ї штурмової авіаційної дивізії 13-ї повітряної армії Ленінградського фронту старшому лейтенанту Михлику В. І. присвоєне звання Героя Радянського Союзу з врученням ордена Леніна і медалі «Золота Зірка» (№ 5936).
До березня 1945 року здійсним ще 82 бойових вильоти. Указом Президії Верховної Ради СРСР від 29 червня 1945 року командир ескадрильї того ж полку і дивізії 1-ї повітряної армії 3-го Білоруського фронту капітан В. І. Михлик нагороджений другою медаллю «Золота Зірка».
Війну закінчив у Кенігсберзі. Після війни продовжив військову службу у ВПС СРСР. У 1951 році закінчив Військово-повітряну академію.
У 1966 році полковник В. І. Михлик вийшов у запас.
Помер 29 грудня 1996 року. Похований у Москві на Троєкурівському цвинтарі.

## Нагороди і почесні звання

Бюст Михліка у Кривому Розі

- Дві медалі «Золота Зірка» Героя Радянського Союзу;
- Орден Леніна;
- Три ордени Червоного Прапора;
- Орден Олександра Невського;
- Два ордени Вітчизняної війни 1-го ступеня;
- Орден Червоної Зірки;
- Медалі;
- Почесний громадянин Кривого Рогу (17.03.1982).

## Пам'ять
В місті Кривий Ріг встановлено бронзовий бюст двічі Героя Радянського Союзу В. І. Михліка, на його честь названо школу №8.